# Церковь Богоматери (Брюгге)
Церковь Богоматери в Брюгге (нидерл. Onze-Lieve-Vrouwekerk — Онзе-ливе-Врауэкерк; Нотр-Дам в Брюгге) — готическая церковь в бельгийском Брюгге, построенная в XII—XIII веках.
Над скамьями размещены тридцать гербов рыцарей, присутствовавших в церкви в 1468 году на II капитуле ордена Золотого руна.
В просторной церкви с высокой башней в 122 м хранится единственная скульптура Микеланджело, при его жизни оказавшаяся по другую сторону Альп, — «Дева Мария с младенцем» («Мадонна Брюгге»).
В хоре церкви, защищённом кованой решёткой, под распятием 1594 года похоронены герцог Бургундии Карл Смелый и его дочь Мария Бургундская. Надгробия выполнены в стиле пламенеющей готики.
Некоторые окна церкви имеют форму треугольника Рёло.

## Литература

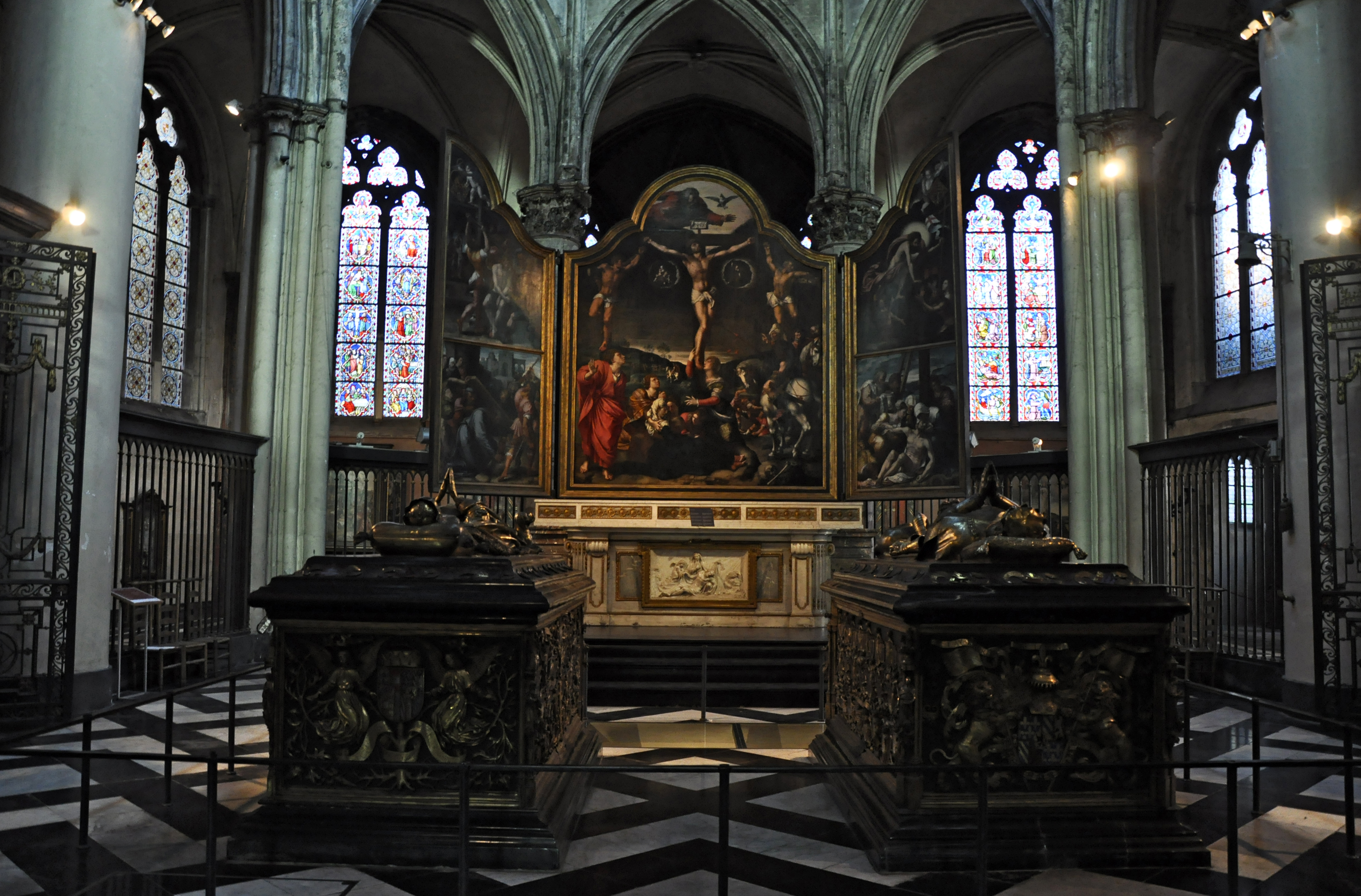
Надгробия на могилах Карла Смелого и Марии Бургундской
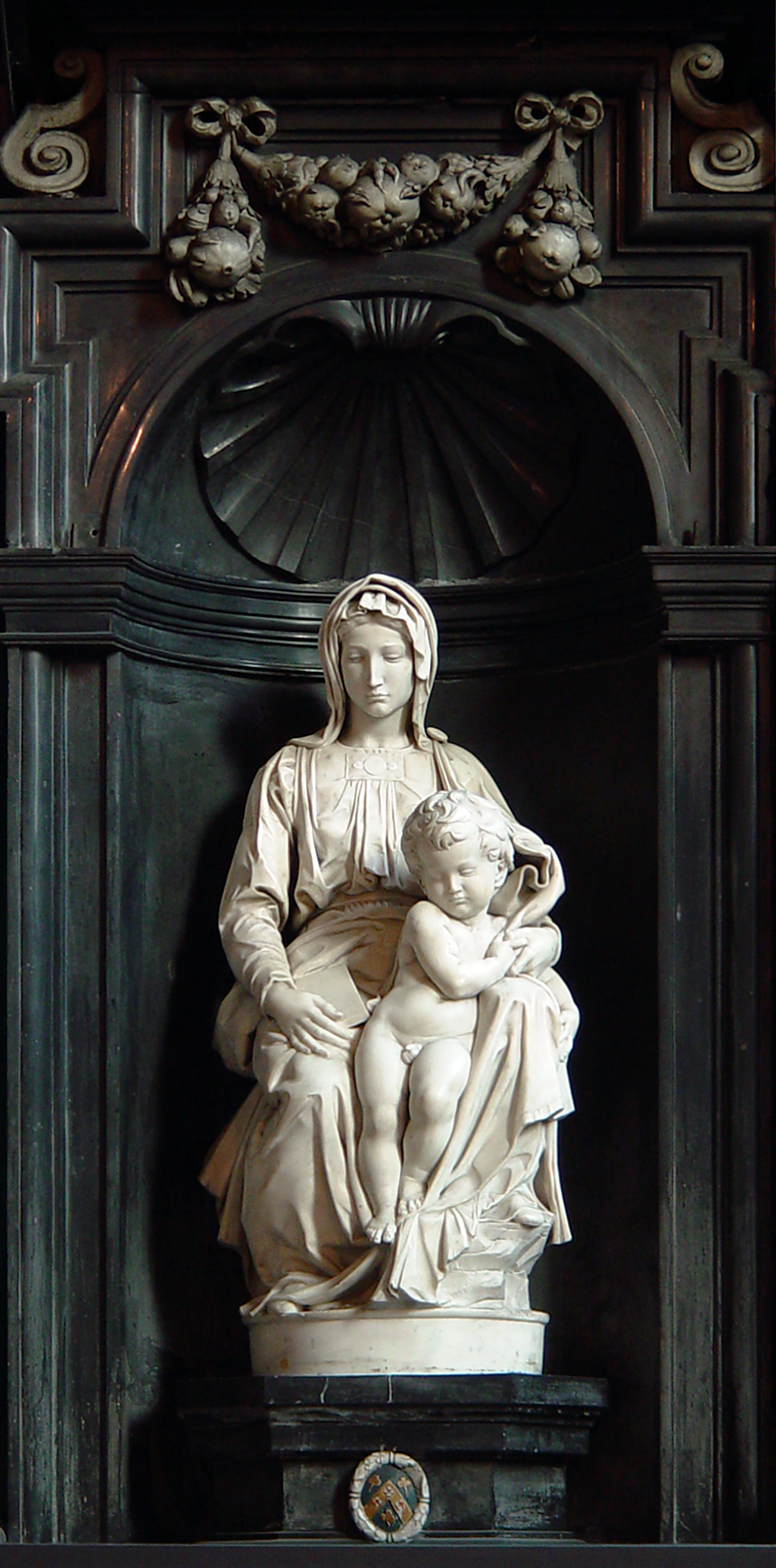
Микеланджело. «Мадонна Брюгге» (1504).